# تیغچه‌دم گلوسیاه

تیغچه‌دم گلوسیاه (نام علمی: Asthenes harterti) گونه‌ای از پرندگان خانواده مرغان تنورساز است که بومی بولیوی است.
زیستگاه‌های طبیعی آن جنگل‌های کوهستانی نمناک نیمه‌گرمسیری یا گرمسیری و مراتع مرتفع نیمه‌گرمسیری یا گرمسیری است.